# Xiaomi 12T
Xiaomi 12T та Xiaomi 12T Pro — смартфони від компанії Xiaomi, що відносяться до флагманської серії «T». Були представлені 4 жовтня 2022 року.
Особливістю Xiaomi 12T Pro став основний модуль камери на 200 Мп, що робить його другим після Motorola Edge 30 Ultra смартфоном з таким модулем камери. Також Xiaomi 12T Pro став першим смартфоном Xiaomi для глобального ринку, що підтримує eSIM. Серед українських операторів підтримуються Київстар та Lifecell.
В Китаї продається модель Redmi K50 Ultra, що є подібною до Xiaomi 12T Pro але зовсім без підтримки eSIM та з основним модулем камери як у Xiaomi 12T.

## Дизайн
Задня панель виконана зі скла. Екран виконаний зі скла Corning Gorilla Glass 5. Бокова частина виконана з пластику.
Дизайн блоку камери подібний до такого в Xiaomi MIX Fold 2, але на відміну від нього блок камери розміщений вертикально.
Знизу розміщені роз'єм USB-C, динамік, мікрофон та слот під 2 SIM-картки в Xiaomi 12T та Redmi K50 Ultra й слот під одну (якщо підтримує eSIM) або дві SIM-картки у Xiaomi 12T Pro. Зверху розташовані другий динамік, другий мікрофон та ІЧ-порт. З правого боку розміщені кнопки регулювання гучності та кнопка блокування смартфона.
Xiaomi 12T та 12T Pro продаються в 3 кольорах: чорному, сріблястому та блакитному.
Redmi K50 Ultra продається в трьох кольорах: Elegant Black (чорний), Ice Blue (блакитний) та Silver Traces (сріблястий). Також, як і в Redmi K50G, присутній варіант Redmi K50 Ultra Mercedes-AMG Petronas Formula One Team Edition, присвячений Mercedes-AMG Petronas Formula One Team.

## Технічні характеристики

### Платформа
Xiaomi 12T отримав процесор MediaTek Dimensity 8100-Ultra та графічний процесор Mali-G610 MC6.
Xiaomi 12T Pro та Redmi K50 Ultra отримали процесор Qualcomm Snapdragon 8+ Gen 1 та графічний процесор Adreno 730.

### Батарея
Батарея отримала об'єм 5000 мА·год та підтримку швидкої зарядки на 120 Вт.

### Камера
Смартфони отримали основну потрійну камеру з (ширококутного об'єктива) з фазовим автофокусом на 108 Мп, f/1.7 у Xiaomi 12T, 200 Мп, f/1.69 у Xiaomi 12T Pro та 108 Мп, f/1.6 у Redmi K50 Ultra; надширококутним об'єктивом 8 Мп, f/2.2 з кутом огляду 120° та макрооб'єктивом 2 Мп, f/2.4. Основна камера Xiaomi 12T вміє записувати відео в роздільній здатності до 4K@30fps, Xiaomi 12T Pro — 8K@24fps, а Redmi K50 Ultra — 4K@60fps.
Фронтальна камера отримала роздільність 20 Мп, світлосилою f/2.24 (ширококутний) та здатність запису відео в роздільній здатності 1080p@60fps.

### Екран
Екран AMOLED, 6.67", FullHD+ (2712 × 1220) зі щільністю пікселів 446 ppi, співвідношенням сторін 20:9, частотою оновлення дисплею 120 Гц, підтримкою HDR10+ та круглим вирізом під камеру, що знаходиться зверху в центрі.

### Звук
Смартфони отримали стереодинаміки. Динаміки розташовані на верхньому та нижньому торцях. У Xiaomi 12T Pro динаміки розроблені спільно з Harman Kardon.

### Пам'ять
Xiaomi 12T продається в комплектаціях 8/128 та 8/256 ГБ.
Xiaomi 12T Pro продається в комплектаціях 8/128, 8/256 та 12/256 ГБ.
Redmi K50 Ultra продається в комплектаціях 8/128, 8/256, 12/256 та 12/512 ГБ.

### Програмне забезпечення
Смартфони були випущені на MIUI 13 на базі Android 12. Були оновлені до Xiaomi HyperOS 2 на базі Android 15.